# 追魂交易 (電影)
是一部1997年美國懸疑驚悚片，由泰勒·哈克佛執導，艾尔·帕西诺、基努·里维斯及查理兹·塞隆等主演。電影改編自Andrew Neiderman的同名小說，描述一名鄉鎮律師被邀到紐約工作後，怪事連連發生的故事。
電影原名直譯為惡魔的代言人，而艾尔·帕西诺的角色則與《失樂園》的作者约翰·弥尔顿同名。

## 演員
- 艾尔·帕西诺 飾 John Milton/撒旦
- 基努·里维斯 飾 Kevin Lomax
- 查理兹·塞隆 飾 Mary Ann Lomax
- 謝菲·鍾斯 飾 Eddie Barzoon
- Judith Ivey 飾 Alice Lomax
- 康妮·尼爾森 飾 Christabella Andreoli
- 格力·T·尼遜 飾 Alexander Cullen
- 希瑟·玛塔拉佐 飾 Barbara
- Tamara Tunie 飾 Jackie Heath
- Ruben Santiago-Hudson 飾 Leamon Heath
- Debra Monk 飾 Pam Garrety
- Vyto Ruginis 飾 Mitch Weaver, Justice Dept.
- Laura Harrington 飾 Melissa Black
- Pamela Gray 飾 Diana Barzoon
- George Wyner 飾 Meisel
- 唐·金（英语：Don King (boxing promoter)） 飾 本人
- 小萊·鍾斯 飾 本人（未掛名）
- 德尔罗伊·林多 飾 Phillipe Moyez（未掛名）
- Chris Bauer 飾 Lloyd Gettys

## 製作
電影的主體拍攝於1996年10月28日開始，於纽约進行製作。

## 外部連結
- 互联网电影数据库（IMDb）上《The Devil's Advocate》的资料（英文）
- Box Office Mojo上《The Devil's Advocate》的資料（英文）
- 爛番茄上《The Devil's Advocate》的資料（英文）
- Metacritic上《The Devil's Advocate》的資料（英文）